# Höhmorĭt
Höhmorĭt (mongoliska: Хөхморьт Сум, Хөхморьт, Höhmorĭt Sum) är ett distrikt i Mongoliet.   Det ligger i provinsen Gobi-Altaj, i den västra delen av landet, 900 km väster om huvudstaden Ulaanbaatar.